# 古巴圣地亚哥
古巴圣地亚哥（直译：古巴的圣地亚哥），又譯作圣地亚哥-德古巴，简称圣地亚哥，位于古巴东南部，是古巴圣地亚哥省的首府，也是古巴第二大城市。由於與加勒比海相連，因此也成了古巴最重要得海港城市，面积1,023.8平方公里 ，在2012年人口普查中，古巴聖地亞哥市的人口為431,272人。
联合国教科文组织世界遗产圣佩德罗德拉罗卡城堡就位于该市。

## 名人
- 安东尼奥·马塞奥：古巴独立战争军事领袖
- 孔佩·塞贡多：音乐家、歌曲作家
- 阿尔韦托·胡安托雷纳：田径运动员，奥运会金牌获得者
- 德西·阿纳斯：音乐家、演员、制片人

## 外部連結
- Municipality webpage （页面存档备份，存于） （西班牙語）
- Map of Santiago Bay （页面存档备份，存于） from 1639 （荷蘭語）